# 1995-ös Superbike-világbajnokság
Az 1995-ös Superbike-világbajnokság volt a nyolcadik szezon a sportág történetében. A május 7-én kezdődő és október 29-én végződő bajnokságot a brit Carl Fogarty nyerte.

## Versenynaptár
|    | Dátum          | Helyszín           | Versenypálya   | 1. verseny győztese | 2. verseny győztese | Beszámoló |
| -- | -------------- | ------------------ | -------------- | ------------------- | ------------------- | --------- |
| 1  | Május 7.       | Németország        | Hockenheim     | Carl Fogarty        | Carl Fogarty        | Riport    |
| 2  | Május 21.      | San Marino         | Misano         | Mauro Lucchiari     | Mauro Lucchiari     | Riport    |
| 3  | Május 28.      | Egyesült Királyság | Donington      | Carl Fogarty        | Carl Fogarty        | Riport    |
| 4  | Június 18.     | Olaszország        | Monza          | Carl Fogarty        | Pierfrancesco Chili | Riport    |
| 5  | Június 25.     | Spanyolország      | Albacete       | Aaron Slight        | Carl Fogarty        | Riport    |
| 6  | Július 9.      | Ausztria           | Salzburgring   | Carl Fogarty        | Troy Corser         | Riport    |
| 7  | Július 30.     | USA                | Laguna Seca    | Anthony Gobert      | Troy Corser         | Riport    |
| 8  | Augusztus 6.   | Európa             | Brands Hatch   | Carl Fogarty        | Carl Fogarty        | Riport    |
| 9  | Augusztus 27.  | Japán              | Sugo           | Troy Corser         | Carl Fogarty        | Riport    |
| 10 | Szeptember 10. | Hollandia          | Assen          | Carl Fogarty        | Carl Fogarty        | Riport    |
| 11 | Október 15.    | Indonézia          | Sentul         | Carl Fogarty        | Aaron Slight        | Riport    |
| 12 | Október 29.    | Ausztrália         | Phillip Island | Troy Corser         | Anthony Gobert      | Riport    |

## Végeredmény

### Versenyző
|    | Versenyző            | Gyártó   | Pont | Győzelmek |
| -- | -------------------- | -------- | ---- | --------- |
| 1  | Carl Fogarty         | Ducati   | 478  | 13        |
| 2  | Troy Corser          | Ducati   | 339  | 4         |
| 3  | Aaron Slight         | Honda    | 323  | 2         |
| 4  | Anthony Gobert       | Kawasaki | 222  | 2         |
| 5  | Yasutomo Nagai (†)   | Yamaha   | 188  | 0         |
| 6  | Simon Crafar         | Honda    | 187  | 0         |
| 7  | Fabrizio Pirovano    | Ducati   | 178  | 0         |
| 8  | Pierfrancesco Chili  | Ducati   | 167  | 1         |
| 9  | Mauro Lucchiari      | Ducati   | 156  | 2         |
| 10 | John Reynolds        | Kawasaki | 155  | 0         |
| 11 | Colin Edwards        | Yamaha   | 141  | 0         |
| 12 | Piergiorgio Bontempi | Kawasaki | 138  | 0         |
| 13 | Andreas Meklau       | Ducati   | 72   | 0         |
| 14 | Jochen Schmid        | Kawasaki | 71   | 0         |
| 15 | Mike Hale            | Honda    | 60   | 0         |
| 16 | Paolo Casoli         | Yamaha   | 50   | 0         |
| 17 | Keiichi Kitagawa     | Kawasaki | 38   | 0         |
| 18 | Scott Russell        | Kawasaki | 34   | 0         |
| 19 | Miguel Duhamel       | Honda    | 29   | 0         |
| 20 | Adrien Morillas      | Ducati   | 28   | 0         |
| 21 | Gianmaria Liverani   | Ducati   | 25   | 0         |
| 22 | Jamie Whitham        | Ducati   | 24   | 0         |
| 23 | Steve Hislop         | Ducati   | 21   | 0         |
| 24 | Freddie Spencer      | Ducati   | 20   | 0         |
|    | Wataru Yoshikawa     | Yamaha   | 20   | 0         |
| 26 | Brian Morrison       | Ducati   | 17   | 0         |
| 27 | Katsuaki Fujiwara    | Kawasaki | 16   | 0         |
| 28 | Massimo Meregalli    | Yamaha   | 14   | 0         |
| 29 | Shawn Giles          | Ducati   | 13   | 0         |
| 30 | Norihiko Fujiwara    | Yamaha   | 10   | 0         |
| 31 | Takuma Aoki          | Honda    | 9    | 0         |
|    | David Jefferies      | Kawasaki | 9    | 0         |
| 33 | Kirk McCarthy        | Honda    | 8    | 0         |
|    | Satoshi Tsujimoto    | Honda    | 8    | 0         |
| 35 | Peter Goddard        | Suzuki   | 7    | 0         |
|    | Tom Kipp             | Yamaha   | 7    | 0         |
|    | Mat Mladin           | Kawasaki | 7    | 0         |
|    | Pascal Picotte       | Kawasaki | 7    | 0         |
| 39 | Martin Craggill      | Kawasaki | 6    | 0         |
|    | Jean-Yves Mounier    | Ducati   | 6    | 0         |

### Gyártó
|   | Gyártó   | Pont |
| - | -------- | ---- |
| 1 | Ducati   | 580  |
| 2 | Honda    | 361  |
| 3 | Kawasaki | 345  |
| 4 | Yamaha   | 217  |
| 5 | Suzuki   | 7    |